# Gianluca Capitano
Gianluca Capitano (Chieti, 4 agosto 1971) è un ex pistard italiano, due volte campione del mondo nel tandem.

## Carriera
Atleta particolarmente attivo su pista, tra gli Juniores nel 1989 a Mosca vinse il titolo mondiale della velocità di categoria, dopo essere stato argento l'anno prima. Nel 1990, passato tra i Dilettanti, divenne campione italiano e campione del mondo nel tandem in coppia con Federico Paris. Si ripeterà ai campionati nazionali di tandem anche nel 1991, 1992 e 1993; nello stesso 1990 fu campione italiano nella velocità Dilettanti, titolo che confermò anche nel 1991.
Nel 1992 fu nuovamente campione del mondo del tandem, sempre in coppia con Paris, e dal 1993 al 1995 fu campione italiano nel chilometro a cronometro, specialità in cui gareggiò anche ai Giochi della XXVI Olimpiade di Atlanta nel 1996, classificandosi quindicesimo; nella rassegna di Atlanta partecipò anche alla prova di velocità, venendo però eliminato nei ripescaggi del primo turno. Nel 1997 vinse nuovamente il campionato italiano nel chilometro.
Mai passato al ciclismo professionistico, corse per i colori del Gruppo Sportivo Fiamme Azzurre di Sulmona, la squadra dilettantistica della Polizia Penitenziaria.

## Palmarès
- 1988 (Juniors)

Campionati italiani, velocità Juniores
- 1989 (Juniors)

Campionati italiani, velocità Juniores
Campionati del mondo, velocità Juniores
- 1990 (Dilettanti)

Campionati italiani, velocità Dilettanti
Campionati italiani, tandem (con Federico Paris)
Campionati del mondo, tandem (con Federico Paris)
- 1991 (Dilettanti)

Campionati italiani, velocità Dilettanti
Campionati italiani, tandem (con Federico Paris)
- 1992 (Dilettanti)

Campionati italiani, tandem (con Roberto Chiappa)
Campionati del mondo, tandem (con Federico Paris)
- 1993 (Dilettanti)

Campionati italiani, chilometro a cronometro
Campionati italiani, tandem (con Federico Paris)
- 1994

Campionati italiani, chilometro a cronometro
- 1995

Campionati italiani, chilometro a cronometro
Campionati italiani, velocità a squadre (con Venanzio De Panfilis e Gabriele Gentile)
- 1997

Campionati italiani, chilometro a cronometro

## Piazzamenti

### Competizioni mondiali
- Campionati del mondo

Odense 1988 - Velocità Juniores: 2º
Mosca 1989 - Velocità Juniores: vincitore
Maebashi 1990 - Tandem: vincitore
Stoccarda 1991 - Tandem: 4º
Valencia 1992 - Tandem: vincitore
Palermo 1994 - Chilometro a cronometro: 9º
- Giochi olimpici

Atlanta 1996 - Velocità: 21º
Atlanta 1996 - Chilometro a cronometro: 15º